# Nils Santesson

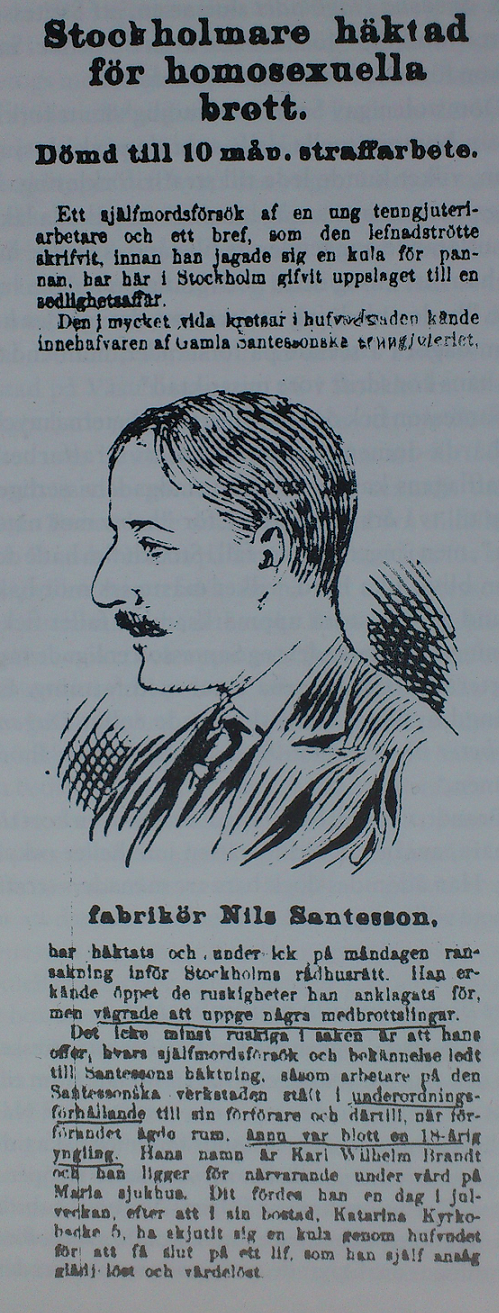
Klipp ur Fäderneslandet 23 januari 1907.

Nils Eric Hjalmar Santesson, född 12 maj 1873 i Klara församling i Stockholm, död 5 oktober 1960 i Maria Magdalena församling i Stockholm, var en svensk tenngjutare, skulptör och skriftställare. Han tillhörde tenngjutarsläkten Santesson och ledde under ett par år familjeföretaget Gamla Santessonska tenngjuteriet. Efter att ha lämnat företaget blev Santesson mångsysslare inom skapande och ägnade sig bland annat åt kyrkoskulptur och konstrecensioner.

## Biografi
Nils Santesson var son till tenngjutarmästaren Frans Abraham Nikolaus Santesson och Aurora Maria Malvina Silfverdahl samt gift med Astrid Ebba Maria Medéus och brorson till Bror Axel Santesson.
Åren 1886–1888 studerade han på Norra realläroverket. Efter några år i lära i tenngjuteriet återupptog han studier av ämnen som skulle vara nyttiga, när han i framtiden skulle överta fabriken, såsom bokföring och språk. År 1892 konverterade han till katolicismen, varvid fadern tog avstånd från honom. Han tillbringade sedan fyra år i Österrike med avsikt att bli katolsk präst, och studerade då framför allt latin och grekiska. Jesuiterna i Stockholm rekommenderade honom till en tjänst som informator hos grevliga familjen Stolberg-Stolberg på Paskau i Böhmen, släktingar till Bernhard Stolberg som haft stor betydelse för jesuiterna och för katolska kyrkan i Sverige. Där var han 1894-1895, varpå han blev elev i jesuitseminariet i Feldkirch i Österrike. År 1898 lämnade han orden och återvände till Sverige för att ägna sig åt faderns tenngjuteri. År 1899 övertog han bolaget, men lämnade det hösten 1905. Flera av företagets producerade vaser, bägare och skålar som är producerade i början av 1900- talet är dekorerade med en stiliserad växtornamentik i jugendstil utformad av Santesson. Efter att han avyttrat företaget ämnade han bygga upp ett nytt och större företag, som var planerat att dra igång sin verksamhet under 1907.
I januari 1907 blev han dömd i ett sedlighetsmål i Stockholm, vilket ledde till att han 1912 flyttade till Paris för att komma ifrån sitt dåliga rykte och hitta bättre försörjning. Vad gäller det sistnämnda, infriade Paris inte förhoppningarna. I mitten på 1910-talet gick han i konstskola där. Hans stora kärlek under Parisåren var den unge svenska konstnären Ivan Lönnberg, som också bodde hos honom. När första världskriget bröt ut anmälde han sig som frivillig i främlingslegionen men han underkändes som soldat och uppmanades göra sig nyttig bakom fronten. 
År 1914 fick han i Paris sonen Hans med fotografen Astrid Medéus. År 1919, när han flyttat hem till Stockholm och kontakten återknutits, gifte Santesson sig med sitt barns mor, men de bröt kontakten med varandra efter bara några månader. Äktenskapet upplöstes dock inte förrän 1923, varpå mor och son flyttade till USA, där sonen Hans Stefan Santesson så småningom blev författare och redaktör inom science fiction och fantasy.
Från början av 1930-talet var Santesson aktiv i Svenska nationalsocialistiska partiet.
Hans brevväxlingar, både privata och brevväxlingar med kulturpersonligheter som Gustaf Hellström och Pablo Picasso, samt dagböcker, klippsamlingar, egna föredrag med mera efterlämnade papper, förvaras på Kungliga biblioteket i Stockholm.

### Skulptur och skriverier
Vid en skulpturutställning i Liljevalchs konsthall i Stockholm 1921 visade han verken "Manstorso" i gips och "Kvinnotorso" i sten. Han deltog i utställningen "Svensk konst" på Valand-Chalmers i Göteborg 1923 och vid Sveriges allmänna konstförenings höstsalong i Stockholm 1945. Till katolska kapellet i Lund utförde han en madonnastaty och till Katolska kyrkan i Norrköping en vigvattenskål och en ornerad nyckel till kyrkans huvuddörr. 1928 deltog han med verket Flyg ej högre än vingarna bär i en utsmyckningstävling för Katarina realskolas gård. Han kom senare att specialisera sig på kyrklig skulpturkonst. 
Nils Santesson var också verksam som skribent och författare. Han var konstkritiker för Stockholms Dagblad och Nya Dagligt Allehanda och utförde översättningar åt jesuiterna. Vidare gav han ut böckerna Tennets historia 1906, Kan brott sonas 1909, ett läsdrama kring huruvida fängelsestraff påverkar den dömdes karaktär, och När fienderna äro i landet 1928, de två sistnämnda under pseudonymen Alwyn Sanden . Radiotjänst och Nationalmuseum anlitade honom för föreläsningar.

## Sedlighetsmålet
4 januari 1907 blev han gripen för homosexuell otukt och 21 januari dömd till tio månaders straffarbete i ett sedlighetsmål. Lagen mot homosexuella handlingar tillämpades vid denna tid tämligen sällan. Att Santessons fall resulterade i rättegång berodde på de tragiska omständigheterna, där en 22-årig tenngjuteriarbetare försökt ta sitt liv och i ett självmordsbrev ställt till föräldrarna anklagat Santesson för att ha förstört honom till kropp och själ. Självmordsbrevet hamnade hos både polisen och pressen. En kort tid efter rättegången mot Santesson blev även den yngre mannen dömd, till tre månader villkorligt.
Domen och offentligheten orsakade problem med Santessons relationer med såväl familj som medlemmar i hans församling och omöjliggjorde hans affärsplaner. Många tog avstånd från honom, inklusive delar av hans stora homosexuella bekantskapskrets som var rädda att bli förknippade med honom. Den katolske konvertiten Santesson hade höga ideal men omgivningen utgick lätt från att han var lastbar. När han 1919 återkom till Stockholm pekade skandaltidningen Spegeln fort ut honom. Han kände sig påpassad och var rädd för att bli förknippad med lösa sexuella kontakter. Hans nedskrivna sista vilja visar en bitterhet och hans dagboksanteckningar en avund inför andra homosexuella, ibland mycket välkända personer, som ägnade sig åt mycket mer lättvindigt homosexuellt sexualliv än han själv men inte blivit offentligt skandaliserade.

### Sedlighetsmålets betydelse
De flesta tidningar skrev om sedlighetsmålet i dömande ordalag men straffet sågs också på många håll som orimligt hårt. Skandalen startade en diskussion kring lagstiftningen om homosexuella handlingar. Två tidningsmän som själva var homosexuella, Georg Lundström i tidningen Figaro och Victor Hugo Wickström vars text publicerades i hans egen Jämtlands-Posten samt några andra landsortstidningar yttrade sitt stöd för Santesson, Lundström under sin vanliga pseudonym Jörgen och Wickström anonymt. Psykiatern Frey Svenson skrev en debattartikel i Dagens Nyheter där han krävde att homosexuella handlingar helt skulle avkriminaliseras, vilket var första gången denna tanke marknadsfördes i skrift. Homosexuella handlingar avkriminaliserades definitivt först 1944.
Tidningarnas stora intresse för fallet Santesson ledde till att det tämligen nya ordet homosexualitet blev spritt och välkänt. Genom att Santesson förklarade sig ha förstått att han var homosexuell efter att 1900 ha läst Krafft-Ebings medicinska bok Psychopathia sexualis blev detta verk om sexuella avvikelser mer känt i Sverige, ett steg på vägen mot förändrad syn på homosexualitet på så sätt att fokus flyttades från handlingarna, som setts som syndiga och lastbara, till människan bakom som mer och mer uppfattades som sjuk men beklagansvärd.

## Bildgalleri

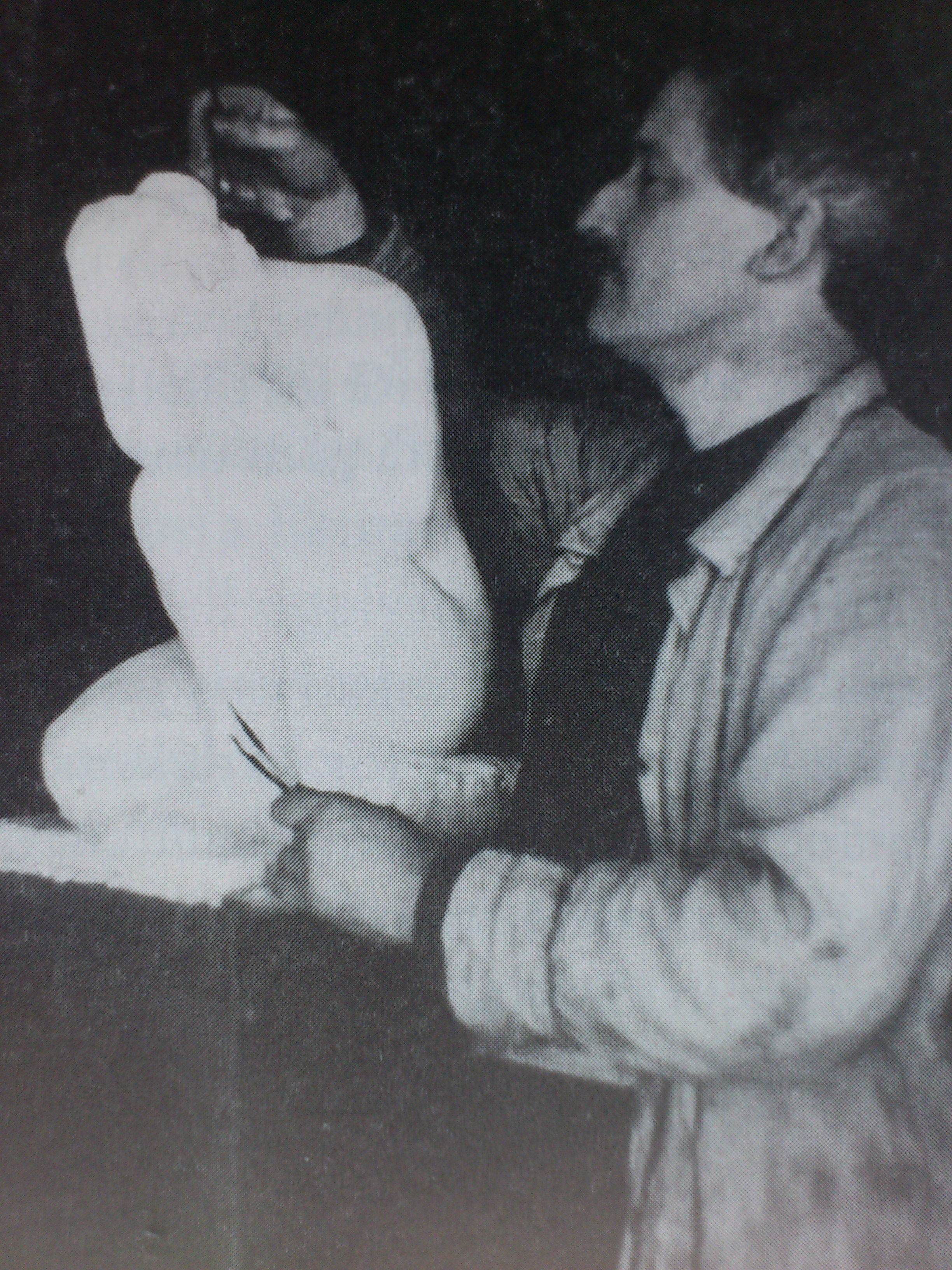
Nils Santesson under arbete med skulpturen Sorg. Skulpturen ställdes ut vid Sveriges allmänna konstförenings salong 1945.
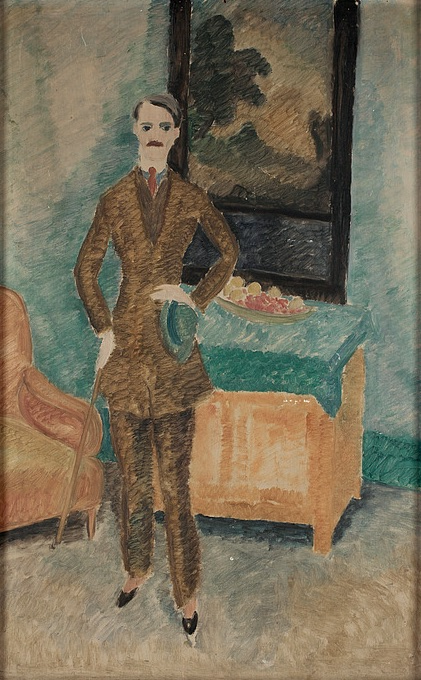
Vännen Nils. Porträtt av Nils Santesson, målat av Ivan Lönnberg 1914.